# Annai Airport
Annai Airport är en flygplats i Guyana.   Den ligger i regionen Upper Takatu-Upper Esseqiubo, i den centrala delen av landet, nordöst om Annai. Annai Airport ligger 86 meter över havet.
Terrängen runt Annai Airport är platt åt sydost, men åt nordväst är den kuperad.  I omgivningarna runt Annai Airport växer i huvudsak gräs.